# Ефремовские Хутора
Ефремовские Хутора — деревня в Старожиловском районе Рязанской области. Входит в Мелекшинское сельское поселение

## География
Находится в западной части Рязанской области на расстоянии приблизительно 19 км на юго-восток по прямой от районного центра поселка Старожилово на левом берегу реки Проня.

## История
На карте 1850 года еще не была отмечена.

## Население
Численность населения: 6 человек в 2002 году (русские 83 %), 3 в 2010.